# Mohamed El Habib El Forkani
Mohamed El Habib El Forkani (né en 1922 à Tahannaout dans la région de Marrakech et mort le 21 août 2008 à Rabat) est un homme politique, poète, écrivain et historien marocain. Il est également une figure emblématique du mouvement national

## Parcours
- En 1940, il avait fait des études à l’école Ben Youssef de Marrakech où il a rejoint le mouvement national en 1943.
- En 1948, il retourne dans son village natal où il s’était distingué par ses causeries et conférences sur la pensée et l’histoire de l’Islam, qu’il donnait à la mosquée locale, en veillant à mettre l’accent sur la lutte pour la défense du pays et de sa religion.

- De retour à Marrakech, il avait occupé les fonctions de directeur d’école privée et lancé la publication de la revue « Majallat Al-Adib » (revue des lettres) avant d’accéder à la direction du journal « Al-Mouharrir ».

- Il avait été exilé du 9 décembre 1952 au 14 janvier 1954 et été emprisonné deux fois par le colonisateur en 1955 à la suite d'une tentative d’assassinat contre un complice.

- Il est membre de l’Union des écrivains du Maroc depuis 1961, ses premières publications remontent à 1942 dans le journal « At-Taqaddoum » (Progrès).

- En 1984, il est élu député, il avait été membres du bureau politique de l’Union socialiste des forces populaires (USFP) entre 1978 et 2002, année durant laquelle il avait quitté le parti.
- Le Roi Mohammed VI a adressé un message de condoléances et de compassion aux membres de la famille de l’ancien résistant.

## Œuvres
- Attaoura al khamissa (La cinquième révolution)
- Noujoum fi Yadi (1965) (Étoiles entre mes mains)
- Doukhane min Al-Azmina Al-Mohtariqa » (Fumée des temps incandescents)
- Tahalil liljourhi wa alwatan tome 1 (1988)
- Al maghrib fi azamatihi atalat (Le Maroc et ses trois crises)
- Al Yassar siyassi fil islam (La gauche politique en Islam)
- Said Bounialat : Mohamed Ajar
- Diwane EL Forkani
- FI Tarik  Ila Tarikh